# Niczonowska Puszcza

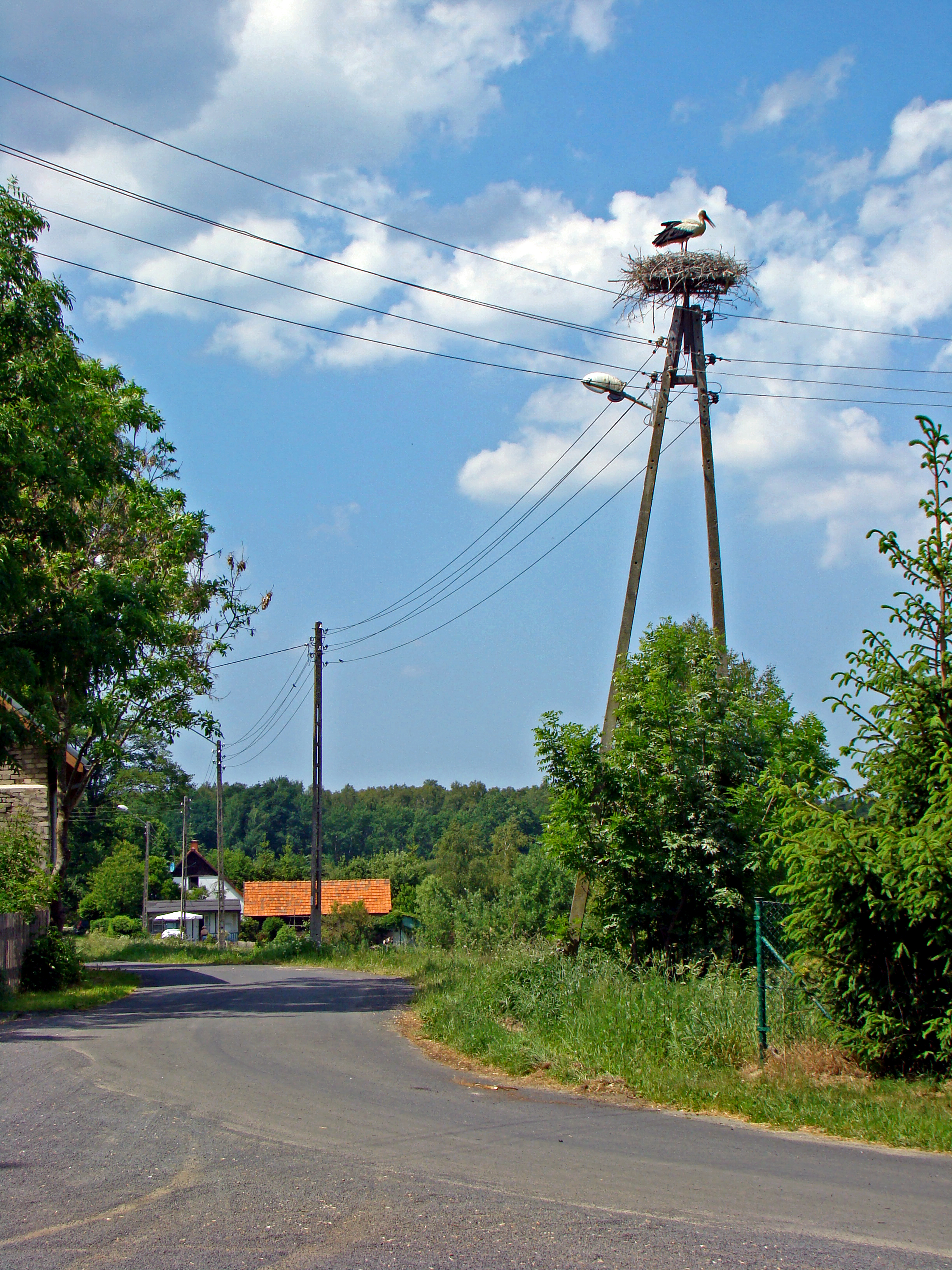
Wieś Niczonów, w tle Niczonowska Puszcza

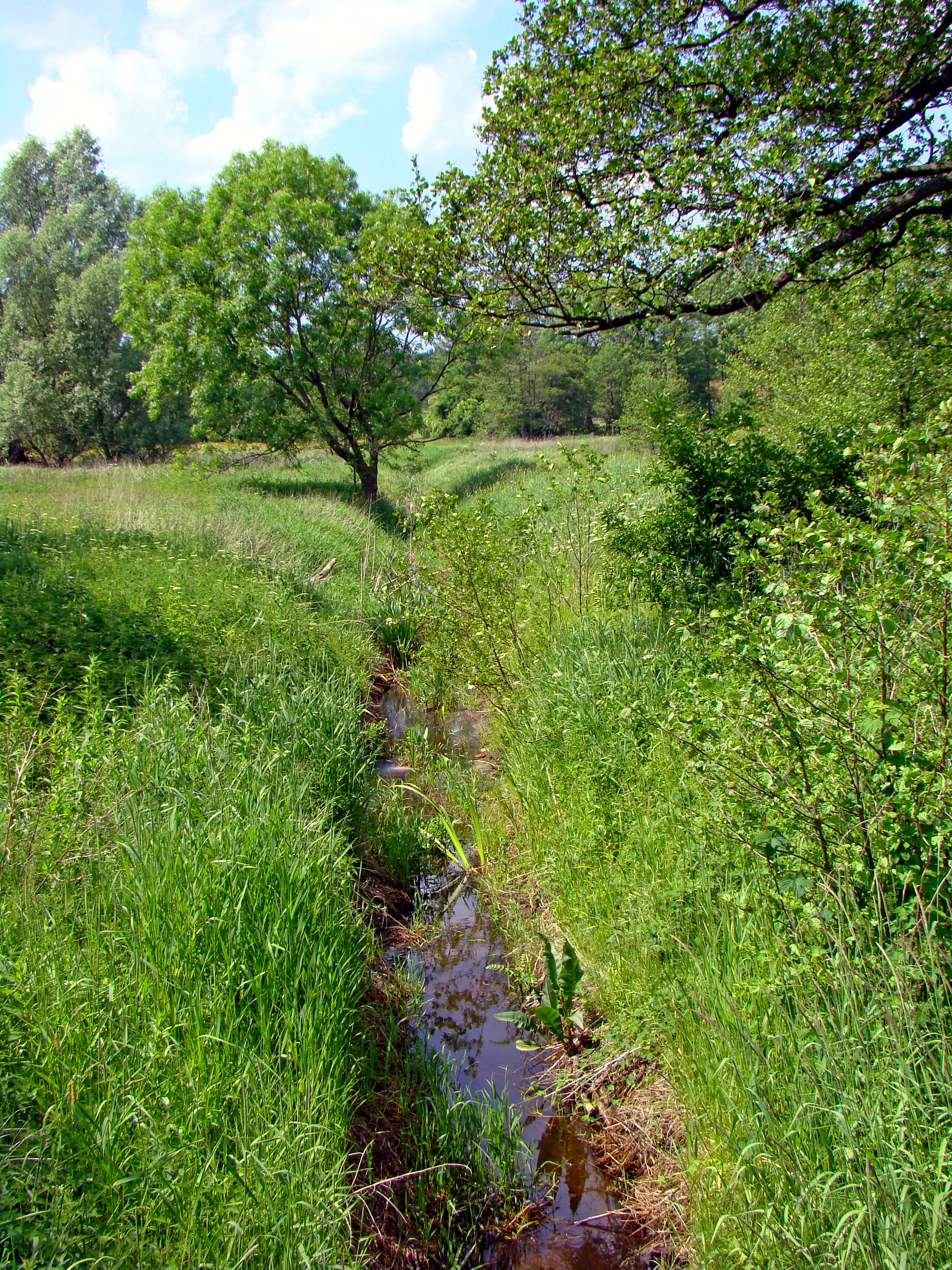
Janica w Niczonowie, w tle Niczonowska Puszcza

Niczonowska Puszcza – las na Równinie Gryfickiej, w woj. zachodniopomorskim, w powiecie gryfickim i kamieńskim. 

## Charakterystyka
Stanowi północno-wschodnią część większego kompleksu leśnego rozciągającego się od strony gminy Świerzno. Większa wschodnia część lasu położona jest w gminie Karnice. Las znajduje się w północnej części Równiny Gryfickiej przy pograniczu z Wybrzeżem Trzebiatowskim.
Główna część lasu rośnie między wsiami: Niczonów a Trzebieradz.
O północny i wschodni kraniec puszczy opiera się rów wodny Janica.
Na północ od puszczy biegnie  Szlak Pobrzeża Rewalskiego.
Nazwę Niczonowska Puszcza wprowadzono w 1949 roku, zastępując poprzednią niemiecką nazwę Nitznower Heide.